# Ocean Infinity
Ocean Infinity ist ein US-amerikanisches Unternehmen, das den Ozeanboden kartiert.

## Eigentumsverhältnisse
Ocean Infinity mit Sitz in Houston, Texas, wurde im Juli 2017 gegründet. Laut Sky News ist Anthony Clake, ein britischer Partner des Hedgefonds Marshall Wace und Investor mehrerer Bergungsunternehmen, der Hauptaktionär. Die South China Morning Post hatte festgestellt, dass das Unternehmen mit mehreren Einzelpersonen und Organisationen assoziiert ist, die an der Exploration des Meeresbodens interessiert sind.

## Flotte
Kurz nach der Gründung mietete das Unternehmen für sechs Jahre das norwegische Schiff Seabed Constructor, das mit je zwei ferngesteuerten Unterwasserfahrzeugen, sechs autonomen Unterwasserfahrzeugen und acht Drohnenschiffen ausgestattet ist, mit denen täglich bis zu 1000 km² Meeresboden abgesucht werden kann. Im Juli 2018 charterte Ocean Infinity das Versorgerschiff Island Pride.

## Tätigkeiten
Ocean Infinity war Anfang 2018 an der Suche nach Malaysia-Airlines-Flug 370 beteiligt und setzte dabei das gemietete Schiff Seabed Constructor zwischen Januar und Mai ein. Im November desselben Jahres fand die Seabed Constructor das Wrack des argentinischen U-Bootes San Juan, das ein Jahr zuvor gesunken war. Ende Dezember 2018 wurde Ocean Infinity von der südkoreanischen Regierung mit der Suche nach dem Wrack des versunkenen Massengutfrachters Stellar Daisy beauftragt, das im März 2017 im Südatlantik vor der Küste Uruguays gesunken war. Am 17. Februar 2019 gab das Unternehmen bekannt, dass es glaubte, das Schiffswrack gefunden zu haben, und barg kurz darauf dessen Voyage Data Recorder.
Zusätzlich zu den bekannten Wracksuchen kartierte Ocean Infinity im Jahr 2018 das westlich von Australien liegende Scarborough-Gasfeld.
Im Frühjahr 2019 wurde das Wrack des Frachtschiffs Grande-America durch die Island Pride der Ocean Infinity lokalisiert und daraufhin am 30. März mit deren Unterwasserfahrzeugen inspiziert. Im Juli 2019 fand das Unternehmen das französische U-Boot Minerve 50 Jahre nach dessen Untergang. Im Mai 2020 wurde das Wrack der im Jahre 1948 versenkten Nevada 65 Seemeilen südwestlich von Pearl Harbor entdeckt.
Ocean Infinity sucht seit Februar 2025 mit dem Tiefseeversorgungsschiff Armada 78 06 ein zweites Mal nach dem vermissten Malaysia-Airlines-Flug 370.